# 1757 Porvoo
1757 Porvoo (1939 FC) là một tiểu hành tinh vành đai chính được phát hiện ngày 17 tháng 3 năm 1939 bởi Y. Vaisala ở Turku.